# Hector Wright
Hector Wright (8 maggio 1969) è un ex calciatore giamaicano, di ruolo centrocampista.

## Carriera

### Club
Si sa poco della sua carriera da professionista ma, molto probabilmente, giocò sempre nel campionato giamaicano.

### Nazionale
Con la maglia della nazionale partecipò a tre edizioni della Gold Cup.

## Palmarès

### Club

#### Competizioni nazionali
- Coppa della Giamaica: 1

Seba Utd: 1991-1992